# David Jablonský
David Jablonský (Sokolov, 8 ottobre 1991) è un calciatore ceco, difensore del KS Cracovia.

## Palmarès

### Club

#### Competizioni nazionali
- Coppa di Polonia: 1

KS Cracovia: 2019-2020